# Kalmaluoto (ö i Södra Savolax, Nyslott, lat 62,10, long 28,19)
Kalmaluoto är en ö i Finland. Den ligger i sjön Haukivesi och i kommunen Rantasalmi i den ekonomiska regionen  Nyslotts ekonomiska region  och landskapet Södra Savolax, i den sydöstra delen av landet, 270 km nordost om huvudstaden Helsingfors. Öns area är 4 hektar och dess största längd är 0,6 kilometer i öst-västlig riktning.